# Estadio Miguel Morales
Das Estadio Miguel Morales (deutsch Miguel-Morales-Stadion) ist ein Fußballstadion in der argentinischen Stadt Pergamino. Es wurde 1977 eröffnet und fasst heute 10.000 Zuschauer.
Der Fußballverein Club Atlético Douglas Haig trägt hier seine Heimspiele aus, wodurch das Stadion auch unter dem Namen Estadio Douglas Haig geläufig ist.